# Down-kvark
Down-kvarken er en elementarpartikel, og er den næstletteste af kvarkerne.  Down-kvarken har en masse på 4.8 MeV og en ladning på -1/3 e. Down-kvarken danner sammen med up-kvarken en familie. Desuden er down-kvarken og up-kvarken byggestenene til baryonerne: Protoner (2*up-kvark + 1* down-kvark) og neutroner (2*down-kvark + 1* up-kvark). Alle elementarpartiklerne har hver sin antipartikel, og det gælder også down-kvarken. Down-kvarkens antipartikel er anti-down-kvark. Down-kvarken, up-kvarken og disses antikvarker, danner {\displaystyle \pi }+-mesonen, bestående af en up-kvark og en anti-down-kvark, og {\displaystyle \pi }--mesonen, bestående af en down-kvark og en anti-downkvark. 